# NGC 5364
NGC 5364 est une galaxie spirale située dans la constellation de la Vierge. Sa vitesse par rapport au fond diffus cosmologique est de 1 540 ± 19 km/s, ce qui correspond à une distance de Hubble de 22,7 ± 1,6 Mpc (∼74 millions d'al). NGC 5364 a été découverte par l'astronome germano-britannique William Herschel en 1786. Cette galaxie a aussi été observée par l'astronome britannique John Herschel le 7 avril 1828 et elle a été inscrite au New General Catalogue sous la cote NGC 5317.

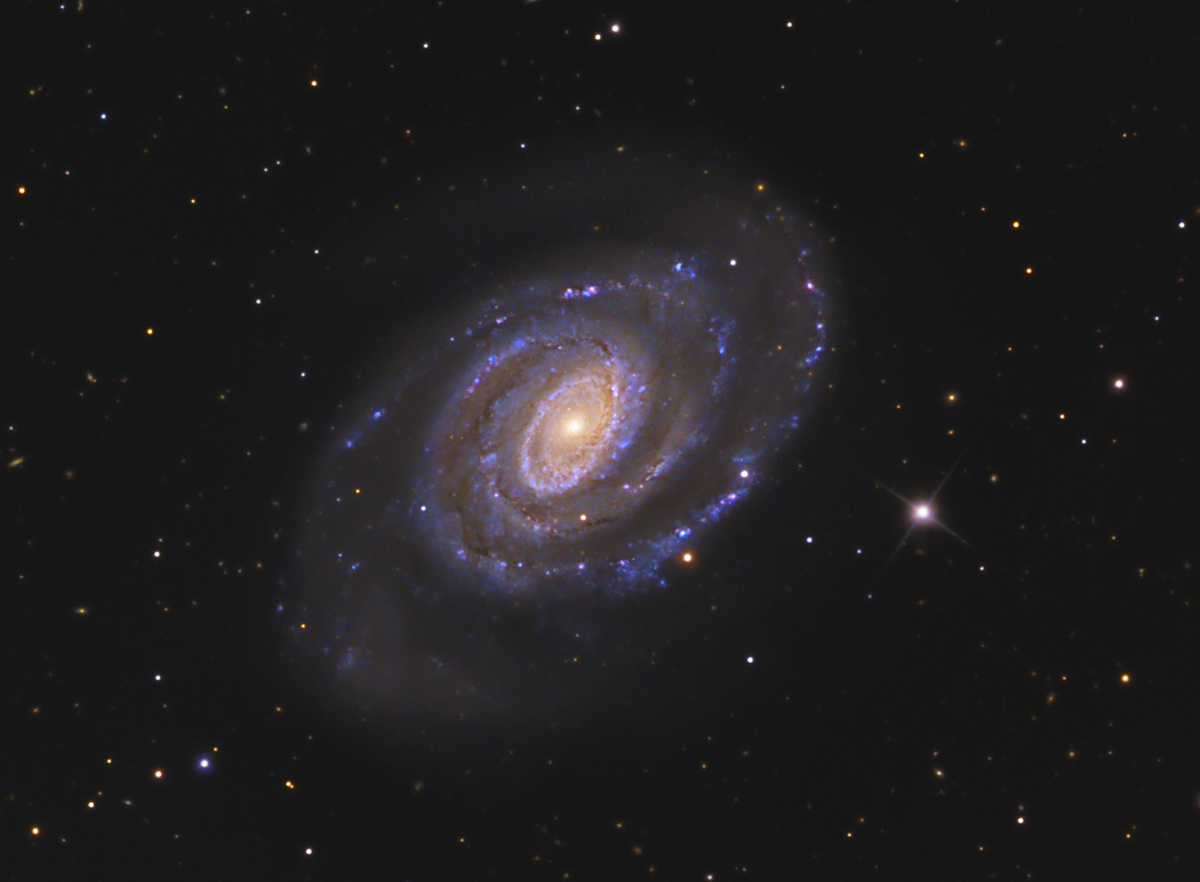
NGC 5364 par Adam Block (Observatoire du mont Lemmon/Université de l'Arizona).

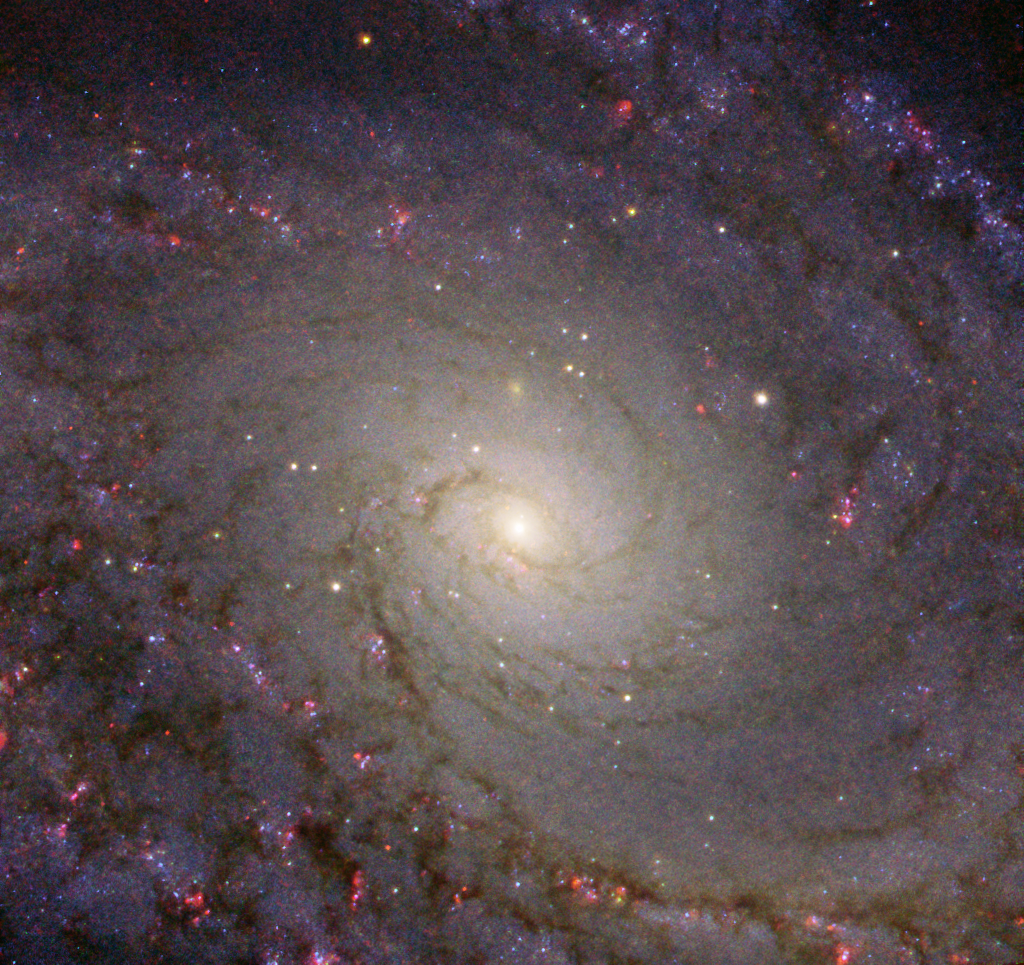
La partie centrale de NGC 4364 par le télescope spatial Hubble.

NGC 5364 a été utilisée par Gérard de Vaucouleurs comme une galaxie de type morphologique SA(r)bc dans son atlas des galaxies,.
La classe de luminosité de NGC 5364 est II-III et elle présente une large raie HI. Elle renferme également des régions d'hydrogène ionisé.
En raison d'une brillance de surface égale à 14,19 mag/am2, on peut qualifier NGC 5364 de galaxie à faible brillance de surface (LSB en anglais pour low surface brightness). Les galaxies LSB sont des galaxies diffuses (D) avec une brillance de surface inférieure de moins d'une magnitude à celle du ciel nocturne ambiant.
À ce jour, 14 mesures non basées sur le décalage vers le rouge (redshift) donnent une distance de 16,204 ± 4,536 Mpc (∼52,9 millions d'al), ce qui est à l'intérieur des valeurs de la distance de Hubble. Puisque cette galaxie semble relativement rapprochée du Groupe local, cette distance est peut-être plus près de sa distance réelle que la distance de Hubble. Notons cependant que c'est avec la valeur moyenne des mesures indépendantes, lorsqu'elles existent, que la base de données NASA/IPAC calcule le diamètre d'une galaxie et qu'en conséquence le diamètre de NGC 5364 pourrait être d'environ 47,6 kpc (∼155 000 al) si on utilisait la distance de Hubble pour le calculer.

## Groupe de NGC 5364
Selon A.M. Garcia, la galaxie NGC 5364 est la principale galaxie d'un groupe qui porte son nom. Le groupe de NGC 5364 compte au moins sept membres. Les autres galaxies du groupe sont NGC 5300, NGC 5338, NGC 5348, NGC 5356, NGC 5360 et NGC 5363.
Sur le site « Un Atlas de l'Univers », Richard Powell mentionne aussi le groupe de NGC 5364, mais la galaxie NGC 5338 n'y figure pas.
Abraham Mahtessian mentionne aussi ce groupe, mais les galaxies NGC 5300 et NGC 5360 n'y figurent pas.
Le groupe de NGC 5364 fait partie de l'amas de la Vierge III, un des amas du superamas de la Vierge.